# فاروق (مرودشت)
فاروق هي مدينة في مقاطعة مرودشت، إيران. عدد سكان هذه المدينة هو 5,227 في سنة 2006.